# نورت فالمات (ماساچوست)
نورت فالمات (به انگلیسی: North Falmouth) یک منطقهٔ مسکونی در ایالات متحده آمریکا است که در شهرستان برنستبل، ماساچوست واقع شده‌است. نورت فالمات ۱۷٫۱ کیلومتر مربع مساحت و ۳٬۰۸۴ نفر جمعیت دارد و ۱۳ متر بالاتر از سطح دریا واقع شده‌است.